# أرمي هامر
أرمى هامر (بالإنجليزية: Armie Hammer) (28 أغسطس 1986- ) ممثل أمريكي ولد في لوس أنجلوس بكاليفورنيا. والدته آن درو عملت كضابط شرطة سابق، والده مايكل هامر يمتلك العديد من الشركات بما في ذلك شركة إنتاج سينمائي وتليفزيونى. انتقل هامر إلى جيب دالاس في هايلاند بارك لعدة سنوات، ثم انتقل مع عائلته ال جزر كايمان عندما كان في السابعة ثم إلى لوس انجلوس عندما بلغ الحادية عشرة. انضم هامر إلى اكاديمية فوكنر في ميناء جوفيرنور، وأكاديمية جريس. شارك في فيلم شبكه التواصل الاجتماعي (فيس بوك) حيث أدي دور التوأم وينكلفوس.

## روابط خارجية
- أرمي هامر على موقع IMDb (الإنجليزية)
- أرمي هامر على موقع روتن توميتوز (الإنجليزية)
- أرمي هامر على موقع ألو سيني (الفرنسية)
- أرمي هامر على موقع ميوزك برينز (الإنجليزية)
- أرمي هامر على موقع تيرنر كلاسيك موفيز (الإنجليزية)
- أرمي هامر على موقع أول موفي (الإنجليزية)
- أرمي هامر على موقع بوكس أوفيس موجو (الإنجليزية)
- أرمي هامر على موقع قاعدة بيانات برودواي على الإنترنت (الإنجليزية)
- أرمي هامر على موقع قاعدة بيانات الأفلام السويدية (السويدية)
- أرمي هامر على موقع إن إن دي بي (الإنجليزية)